# Ballhausschwur

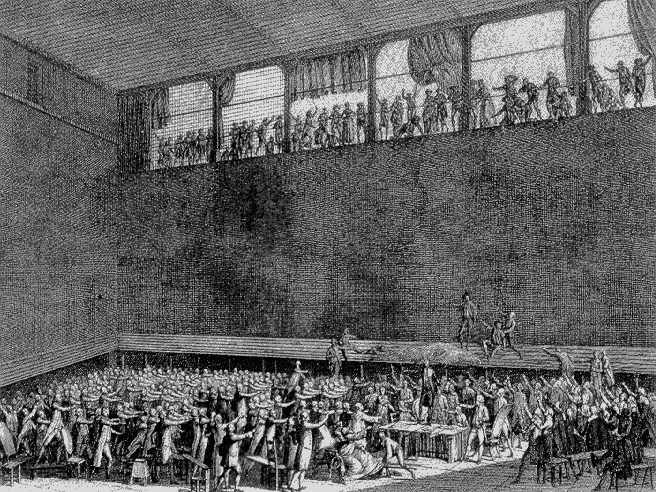
Der Ballhausschwur. Kupferstich von Pierre-Gabriel Berthault nach einer Zeichnung von Jean-Louis Prieur, 1789

Im Ballhausschwur (französisch serment du Jeu de paume ‚Schwur im Ballspielhaus‘) vom 20. Juni 1789 gelobten die Abgeordneten des Dritten Standes der französischen Generalstände in Versailles, nicht auseinanderzugehen, bevor sie Frankreich eine Verfassung gegeben hätten. Der Schwur wurde in einem provisorischen Sitzungssaal geleistet, dem Ballspielhaus in Versailles, und war eines der entscheidenden Ereignisse zu Beginn der Französischen Revolution.

## Vorgeschichte

Der Ballhausschwur. Lavierte Federzeichnung von Jacques-Louis David, 1791

Zur Behebung einer schweren Finanzkrise des Staates hatte König Ludwig XVI. die Generalstände einberufen, die im Mai 1789 zum ersten Mal seit 175 Jahren wieder zusammentraten.
Gemäß den Gepflogenheiten der Generalstände kam den Kollektivstimmen der drei Stände – Geistlichkeit, Adel, Dritter Stand – das gleiche Gewicht zu. Die Vertreter des Dritten Standes, die zuvor bereits durchgesetzt hatten, die doppelte Anzahl an Vertretern zu stellen, beanspruchten nun, einen neuen Abstimmungsmodus – die Zählung nach Köpfen – einzuführen, was entsprechend ihr Stimmgewicht erhöht hätte. Sie begründeten dies damit, dass sie rund 98 Prozent der Bevölkerung repräsentierten.
Nachdem die Anträge des Dritten Standes mehrfach abgelehnt worden waren, erklärten sich dessen Vertreter am 17. Juni zur Nationalversammlung. Damit beanspruchten sie, die gesamte französische Nation zu repräsentieren. Um weitere Zusammenkünfte der Abgeordneten zu verhindern, verfügte der König die Schließung ihres Sitzungssaals im Schloss von Versailles. Als Vorwand wurde angeführt, Handwerker sollten den Saal für eine gemeinsame Tagung aller drei Stände vorbereiten.

## Der Schwur
Am 20. Juni 1789 begaben sich die Angehörigen der Nationalversammlung, der inzwischen auch einige Vertreter des Klerus, des 1. Standes, beigetreten waren, kurzerhand zum Salle du Jeu de Paume in Versailles. Dort schworen sie, „sich niemals zu trennen, bis der Staat eine Verfassung hat […] und nur der Gewalt der Bajonette zu weichen“. Mit diesem Eid erklärten sie sich selbst zur Verfassunggebenden Versammlung. Der Ballhausschwur wurde in der Sitzung von Jean-Sylvain Bailly verlesen. Er war am 5. Mai 1789 zum Präsidenten einer Versammlung gewählt worden, die er bereits am 17. Juni offiziell als Nationalversammlung Assemblée Nationale bezeichnet hatte.

## Folgen
Der König gab dem Druck schließlich am 27. Juni 1789 nach und gestand den Abgeordneten zu, als Vertretung der Nation anstelle der Generalstände zu tagen. So bildeten die Abgeordneten des 3. und viele weitere des 1. und 2. Standes am 9. Juli 1789 die Verfassunggebende Nationalversammlung, in der nicht mehr nach Ständen, sondern nach Köpfen abgestimmt werden sollte. Da die nachträgliche Zustimmung des Königs nur unter Druck zustande kam, gilt der Ballhausschwur – nach der Erklärung vom 17. Juni – als zweiter revolutionärer Schritt, der nicht mehr im Ordnungsrahmen des Ancien Régime erfolgte. Der so beschrittene Weg führte schließlich zum Sturz der Monarchie.